# Krzykawka
Krzykawka è una frazione di Bolesław, comune polacco situato nel voivodato della Piccola Polonia, nel distretto di Olkusz.

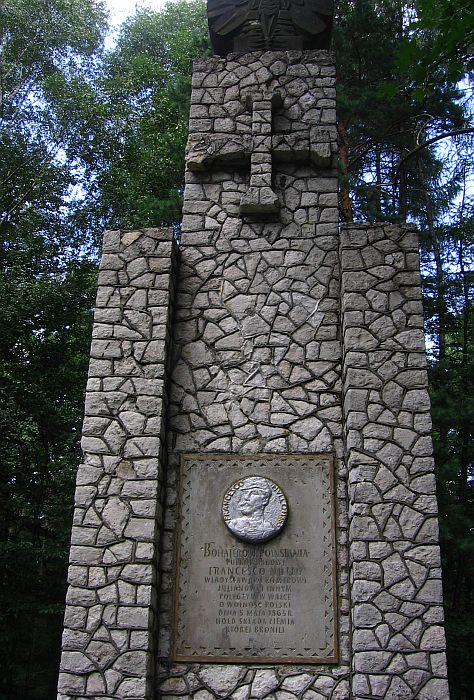
Monumento a Francesco Nullo a Krzykawka.

## Storia
In questo luogo vi è un monumento dedicato a Francesco Nullo, eroe bergamasco e garibaldino che il 5 maggio 1863 vi morì durante la battaglia di Krzykawka mentre combatteva per la liberazione della Polonia dall'occupazione russa.
Negli anni dal 1975 al 1998 questo comune faceva parte del voivodato di Katowice.